# Dean Jenkins
Dean F. Jenkins (* 21. November 1959 in Billerica, Massachusetts) ist ein ehemaliger US-amerikanischer Eishockeyspieler, der im Verlauf seiner aktiven Karriere zwischen 1977 und 1985 unter anderem 302 Spiele für die New Haven Nighthawks und Hershey Bears in der American Hockey League (AHL) auf der Position des rechten Flügelstürmers bestritten hat. Zudem absolvierte Jenkins fünf Partien für die Los Angeles Kings in der National Hockey League (NHL).

## Karriere
Jenkins verbrachte zwischen 1977 und 1981 vier erfolgreiche Jahre an der University of Massachusetts Lowell, wo er neben seinem Studium parallel für die Eishockeymannschaft der Universität aktiv war. Mit den River Hawks war der Flügelstürmer in der Division II der National Collegiate Athletic Association (NCAA) aktiv, die in diesem Zeitraum zweimal gewonnen wurde. Zudem wurde Jenkins in den Jahren 1980 und 1981 jeweils in eine Auswahlmannschaft der ECAC Hockey berufen.
Der ungedraftete Free Agent wurde nach Abschluss seines Studiums im April 1981 von den Los Angeles Kings aus der National Hockey League (NHL) unter Vertrag genommen. Die folgenden drei Spielzeiten verbrachte Jenkins jedoch im Farmteam der Kings in der American Hockey League (AHL). Für die New Haven Nighthawks absolvierte er 238 Spiele und sammelte 166 Scorerpunkte. Zudem kam der US-Amerikaner im Verlauf der Saison 1983/84 zu fünf Einsätzen für Los Angeles in der NHL. Nach dem Auslaufen des Vertrags nach jener Spielzeit fand der Angreifer im Oktober 1984 in den Boston Bruins einen neuen Arbeitgeber. Nachdem er das gesamte Spieljahr 1984/85 bei deren AHL-Kooperationspartner Hershey Bears verbracht hatte, beendete der 26-Jährige seine aktive Karriere im Sommer 1985 vorzeitig.

## Erfolge und Auszeichnungen
- 1979 NCAA-Division-II-Championship mit der University of Massachusetts Lowell
- 1980 ECAC First All-Star Team
- 1981 NCAA-Division-II-Championship mit der University of Massachusetts Lowell
- 1981 ECAC Second All-Star Team

## Karrierestatistik
(Legende zur Spielerstatistik: Sp oder GP = absolvierte Spiele; T oder G = erzielte Tore; V oder A = erzielte Assists; Pkt oder Pts = erzielte Scorerpunkte; SM oder PIM = erhaltene Strafminuten; +/− = Plus/Minus-Bilanz; PP = erzielte Überzahltore; SH = erzielte Unterzahltore; GW = erzielte Siegtore; 1 Play-downs/Relegation; Kursiv: Statistik nicht vollständig)